# Bissau d'Isabel
Pour plus de détails, voir Fiche technique et Distribution.
Bissau d'Isabel  (Bissau de Isabel) est un documentaire bissauguinéo-portugais réalisé par Sana Na N'Hada, sorti  en 2005.

## Synopsis
En Guinée-Bissau, il existe à peu près vingt-et-un groupes ethniques aux traditions et dialectes totalement différents. À travers Isabel, le personnage de ce film, et sa vie quotidienne, nous découvrons Bissau, une ville en effervescence permanente où grandit un fort désir d’avenir.

## Fiche technique
- Réalisation : Sana Na N'Hada
- Image : João Ribeiro
- Son : Amanda Carvalh
- Montage : Vitor Alves
- Production : Lx Filmes, Zoom Communicações

## Distinctions
- Prix RTP África du meilleur documentaire au Festival Imagens 2005